# Nemichthys curvirostris
Nemichthys curvirostris  (лат.) — вид морских лучепёрых рыб из семейства нитехвостых угрей (Nemichthyidae). Распространены в тропических и тёплых умеренных водах всех океанов. Максимальная длина тела 143 см.

## Описание
Тело очень длинное, тонкое, немного сжато с боков, без чешуи.
Челюсти длинные, загнутые наружу, с заострёнными окончаниями. Верхняя челюсть немного длиннее нижней. Зубы многочисленные, относительно крупные, близко посаженные, загнутые, расположены диагональными рядами. Кожные гребни на голове отсутствуют. Хвостовая часть вытянута в длинную нить, выраженный хвостовой плавник отсутствует. Боковая линия полная, с тремя рядами пор. Хорошо развиты поры боковой линии на голове. Перед глазами 2—6 пор, 5—14 заглазничных пор расположены в один ряд. Анальное отверстие расположено под грудными плавниками.
Тело бледное с крупными меланофорами, рассеянными по брюшной поверхности, обычно сосредоточены вокруг живота. Спинной и анальный плавники с чёрной окантовкой в задней части. Подкожные тёмные полосы между позвонками. 
Максимальная длина тела 143 см.

## Ареал и места обитания
Широко распространены в водах Мирового океана. Западная и восточная Атлантика, включая Мексиканский залив (не обнаружены в Карибском море); Индийский океан; южная часть Тихого океана. Морские батипелагические рыбы. Обитают в средних слоях воды на глубине от поверхности до 4400 м. Совершают суточные вертикальные миграции, поднимаясь в ночные часы в верхние слои воды. Питаются планктонными ракообразными.